# Il ragazzo che sorride (film)
Il ragazzo che sorride è un film del 1969 diretto da Aldo Grimaldi.

## Trama
Giorgio, sposato da cinque anni con Livia, si laurea finalmente in ingegneria. Il suocero gli offre un lavoro, ma Giorgio non lo accetta e parte per il Kenya per dirigere una miniera d'oro. Sua moglie non vuole seguirlo e Giorgio inizia a sospettare che Livia abbia un altro uomo.

## Produzione
È l'unico film di quelli interpretati tra il '67 e il '70 in cui non appare l'allora moglie Romina Power.